# Aérodrome de Mary River
L'aérodrome de Mary River est un aérodrome situé au Nunavut, au Canada.